# Sergueï Tachouïev
Sergueï Abouïezidovitch Tachouïev (en russe : Сергей Абуезидович Ташуев) est un entraîneur russe de football né le 1er janvier 1959 à Staryï Mertchyk dans l'oblast de Kharkiv.
Devenu entraîneur en 1992, il passe ses premières années au sein des divisions inférieures russes, dirigeant successivement le Droujba Boudionnovsk, l'Avtozaptchast Baksan et le Fabous Bronnitsy avant de faire un passage de deux ans en tant qu'adjoint au Krylia Sovetov Samara entre 1999 et 2000. Passant par la suite à nouveau par plusieurs clubs de troisième division, il connaît sa première expérience au deuxième échelon en 2007 au Spartak-MJK Riazan, où il ne reste cependant que quelques mois. Après une année au FK Loukhovitsy, il fait son retour en deuxième division au Saliout-Energia Belgorod puis au FK Krasnodar entre 2008 et 2010, avant de découvrir la première division en entraînant le Spartak Naltchik entre juin 2011 et avril 2012. Il retourne ensuite une année au Saliout avant de partir pour l'Ukraine pour il dirige le Metalurh Donetsk entre août 2013 et juin 2014. Il entraîne par la suite l'Anji Makhatchkala puis le Kouban Krasnodar avant de s'en aller une nouvelle fois à l'étranger au sein du club biélorusse du Chakhtior Salihorsk, qu'il dirige entre avril 2018 et novembre 2019 et où il remporte notamment la Coupe de Biélorussie en 2019.

## Biographie
D'un père tchétchène et d'une mère biélorusse, Tachouïev naît en tout début d'année 1959 à Staryï Mertchyk dans l'oblast de Kharkiv au sein de la RSS d'Ukraine. Il passe cependant sa jeunesse dans la ville de Grozny, où il fait ses études et découvre le football. N'effectuant pas de carrière de joueur professionnel, il commence sa carrière d'entraîneur en 1992, à l'âge de 33 ans, en devenant entraîneur principal du Droujba Boudionnovsk, qui évolue alors en troisième division russe. Y passant deux saisons, il amène l'équipe à la douzième place de son groupe en 1992 puis à la sixième position l'année suivante avant de s'en aller.
Après une pause de trois ans, il retrouve un poste en 1996 en devenant l'entraîneur de l'Avtozaptchast Baksan au sein de la même division. Y effectuant là aussi un passage de deux ans, il termine dans un premier temps quatrième de la zone Ouest cette année-là puis huitième en 1997. La section professionnelle est cependant dissoute à l'issue de cette dernière année et Tachouïev quitte son poste dans la foulée. Après un bref passage à la tête du Fabous Bronnitsy en 1998, il rejoint le Krylia Sovetov Samara en 1999, où il devient cette fois entraîneur adjoint d'Aleksandr Tarkhanov jusqu'à la fin de l'année 2000.
Tachouïev retourne au Fabous Bronnitsy en 2001 et amène l'équipe à la dix-septième place du groupe Centre de la troisième division la même année avant de finir dix-neuvième et avant-dernier en 2002, le club étant relégué à l'issue de cette dernière saison. Libéré de son contrat, il rejoint en septembre 2003 l'Avtodor Vladikavkaz en tant qu'adjoint avant de devenir entraîneur principal dès le mois de novembre suivant, amenant par la suite l'équipe à la quatrième de la zone Sud du troisième échelon en 2004 avant de s'en aller. Après avoir repris un temps un poste d'adjoint sous Aleksandr Tarkhanov au Saturn Ramenskoïe puis au Terek Grozny entre 2005 et 2006, Tachouïev devient au mois d'août 2006 l'entraîneur principal du Zvezda Serpoukhov avec qui il termine quinzième de la zone Centre en fin d'année avant de quitter ses fonctions.
Recruté par le Spartak-MJK Riazan, il découvre pour la première fois la deuxième division en début d'année 2007. L'expérience est cependant très bref, Tachouïev étant renvoyé dès le mois d'avril après seulement quatre rencontres ayant débouchées sur trois défaites pour un match nul. Il retourne par la suite à l'échelon inférieur où il entraîne le FK Loukhovitsy à partir de mai 2007, finissant troisième de la zone Centre en fin d'année. Démarrant la saison 2008 dans cette même équipe, il est recruté au mois de mai par le Saliout-Energia Belgorod en deuxième division où il termine l'année en douzième position avant de l'amener au meilleur classement de son histoire en 2009 en finissant cette fois septième.
Cette performance lui vaut d'être recruté par l'ambitieux FK Krasnodar avec qui il réalise une première moitié de saison 2010 probante, se plaçant en deuxième position à la mi-saison. La deuxième moitié d'exercice est cependant plus compliquée et le club termine finalement en cinquième position, tandis que le contrat de Tachouïev est résilié en fin d'année,. Il rebondit cependant très vite en signant au mois de juin 2011 au Spartak Naltchik, lui permettant de faire ses premiers pas en première division où le club se classe alors dernier après treize rencontres, mais échoue à renverser la tendance et finit par démissionner en avril 2012 à un mois de la fin du championnat, tandis que le Spartak est relégué à la fin de la saison 2011-2012.
Faisant son retour au Saliout Belgorod en deuxième division pour la saison 2012-2013, il amène l'équipe à la treizième place du championnat avant de quitter son poste et la Russie au mois d'août 2013 pour rallier le Metalurh Donetsk en première division ukrainienne. Après avoir fini quatrième lors de l'exercice 2013-2014, il décide de rentrer au pays pour prendre les rênes de l'Anji Makhatchkala en deuxième division, l'amenant à la promotion à la faveur d'une deuxième position derrière le Krylia Sovetov Samara, son contrat n'est cependant pas renouvelé en fin de saison et il quitte le club dans la foulée. Tachouïev fait son retour dans la première division russe en devenant entraîneur du Kouban Krasnodar au mois de septembre 2015. Reprenant l'équipe en dernière position du classement, il l'amène en position de barragiste avant de démissionner à la fin du mois d'avril 2016, le Kouban étant relégué par la suite après sa défaite en barrage de relégation.
Inactif par la suite pendant près de deux ans, Tachouïev devient au mois d'avril 2018 entraîneur du club biélorusse du Chakhtior Salihorsk. Pour sa première saison au club, il amène l'équipe à la deuxième place du championnat biélorusse derrière le BATE Borisov ainsi qu'au deuxième tour de qualification de la Ligue Europa. Il effectue l'année suivante un bon parcours dans la Coupe de Biélorussie, dont il atteint la finale remportée face au FK Vitebsk, lui permettant de remporter le premier trophée de sa carrière. Il connaît également un meilleur parcours en Ligue Europa, atteignant le troisième tour de qualification avant d'être éliminé par l'équipe italienne du Torino. Il démissionne de son poste le 4 novembre 2019, peu avant la fin de la saison 2019.
Après un peu plus d'un an sans activité, Tachouïev prend la tête du Tchaïka Pestchanokopskoïe en deuxième division russe au cours du mois de janvier 2021.

## Statistiques
| Droujba Boudionnovsk      | 1er janvier 1992  | 31 décembre 1993  | 76  | 33  | 14  | 29  | 43,4 |
| Avtozaptchast Baksan      | 1er janvier 1996  | 31 décembre 1997  | 88  | 47  | 17  | 24  | 53,4 |
| Fabous Bronnitsy          | 1er janvier 2001  | 31 décembre 2002  | 67  | 12  | 21  | 34  | 17,9 |
| Avtodor Vladikavkaz       | 22 novembre 2003  | novembre 2004     | 33  | 19  | 6   | 8   | 57,6 |
| Zvezda Serpoukhov         | août 2006         | décembre 2006     | 17  | 6   | 3   | 8   | 35,3 |
| Spartak-MJK Riazan        | janvier 2007      | 11 avril 2007     | 4   | 0   | 1   | 3   | 0,0  |
| FK Loukhovitsy            | 28 mai 2007       | 5 mai 2008        | 30  | 19  | 5   | 6   | 63,3 |
| Saliout-Energia Belgorod  | 5 mai 2008        | 26 novembre 2009  | 75  | 35  | 16  | 24  | 46,7 |
| FK Krasnodar              | 26 novembre 2009  | 6 novembre 2010   | 40  | 19  | 10  | 11  | 47,5 |
| Spartak Naltchik          | 16 juin 2011      | 6 avril 2012      | 26  | 5   | 3   | 18  | 19,2 |
| Saliout Belgorod          | 26 juin 2012      | 6 août 2013       | 40  | 9   | 16  | 15  | 22,5 |
| Metalurh Donetsk          | 9 août 2013       | 1er juin 2014     | 27  | 13  | 6   | 8   | 48,1 |
| Anji Makhatchkala         | 2 juin 2014       | 25 mai 2015       | 40  | 24  | 7   | 9   | 60,0 |
| Kouban Krasnodar          | 17 septembre 2015 | 25 avril 2016     | 20  | 5   | 7   | 8   | 25,0 |
| Chakhtior Salihorsk       | 19 avril 2018     | 4 novembre 2019   | 72  | 49  | 15  | 8   | 68,1 |
| Tchaïka Pestchanokopskoïe | 9 janvier 2021    | 24 mars 2022      | 42  | 25  | 6   | 11  | 59,5 |
| Chakhtior Salihorsk       | 12 avril 2022     | 21 septembre 2022 | 23  | 13  | 4   | 6   | 56,6 |
| Akhmat Grozny             | 22 septembre 2022 | 15 août 2023      | 32  | 15  | 3   | 14  | 46,9 |
| Fakel Voronej             | 8 septembre 2023  | 26 avril 2024     | 21  | 6   | 7   | 8   | 28,6 |
| Total                     | Total             | Total             | 773 | 354 | 167 | 231 | 45,8 |

## Palmarès
Chakhtior Salihorsk
- Vainqueur de la Coupe de Biélorussie en 2019.
- Vice-champion de Biélorussie en 2018.